# 年轻母亲之家
《半熟媽媽》（法語：Jeunes mères）是2025年上映的比利时剧情片，由達頓兄弟自编自导监制，因迪娜·艾尔、露西·拉吕埃勒、芭贝特·费尔贝克、艾莎·霍本、纳伊玛·哈洛伊·福坎、萨米亚·希勒米主演。
电影入选第78屆坎城影展主竞赛单元，2025年5月23日全球首映，最终获得最佳劇本獎和天主教人道精神奖。

## 故事大纲
杰西卡、佩拉、朱莉亚、纳伊玛和阿丽亚娜和她们的小宝宝住在为年轻妈妈设立的庇护所。

## 演员
- 露西·拉吕埃勒（Lucie Laruelle）饰 佩拉（Perla）
- 芭贝特·费尔贝克（Babette Verbeek）饰 杰西卡（Jessica）
- 艾莎·霍本（Elsa Houben）饰 朱莉亚（Julia）
- 纳伊玛·哈洛伊·福坎（Janaïna Halloy Fokan）饰 阿丽亚娜（Ariane）
- 萨米亚·希勒米（Samia Hilmi）饰 纳伊玛（Naima）
- 热夫·雅各布斯（Jef Jacobs）饰 迪伦（Dylan）
- 冈瑟·杜雷特（Günter Duret）饰 罗宾（Robin）
- 克丽丝泰尔·科尔尼（Christelle Cornil）饰 娜塔莉（Nathalie）
- 因迪娜·艾尔（英语：India Hair） 饰 摩根（Morgane）
- 乔莉·姆邦杜（Joely Mbundu）饰 安热勒（Angèle）

## 制片
电影由達頓兄弟和河流影业的德尔菲娜·托姆森共同监制，Archipel 33>35和The Reunion联合制作，还获得瓦隆大区投资基金Wallimage资助。演员阵容包括因迪娜·艾尔。2025年3月，电影定名为《半熟媽媽》。
2024年8月，电影在瓦隆大区的巴讷取景。

## 发行

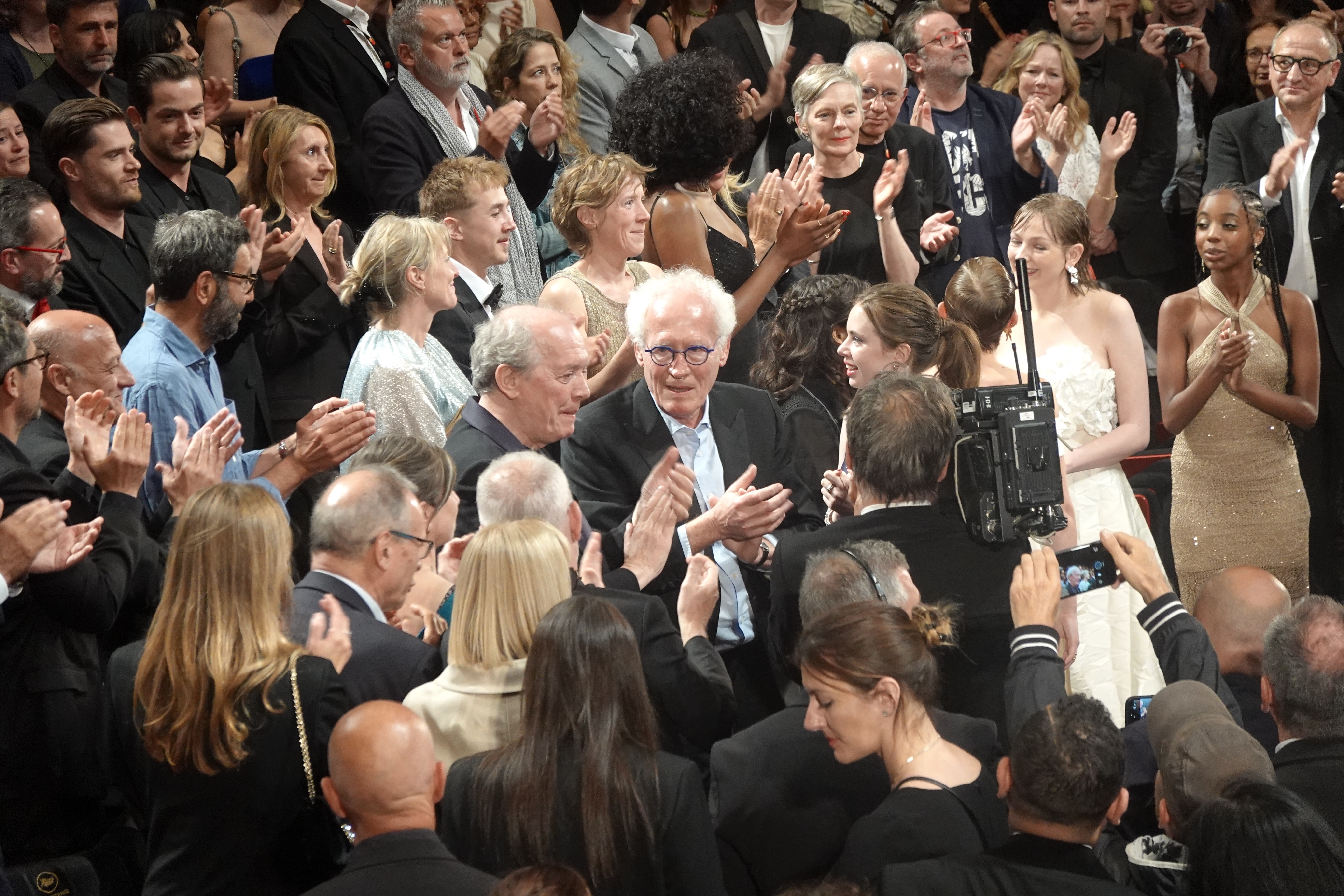
达顿兄弟与主创团队出席电影首映礼

电影入选第78屆坎城影展主竞赛单元，2025年5月23日全球首映，最终获得最佳劇本獎和天主教人道精神奖。